# Ебонит
Eбонит е съвременен материал, високо-вулканизиран каучук с голямо съдържание на сяра (30 – 50%), обикновено с тъмнокафяв или черен цвят, който се явява ерзац на абаноса. Химически инертен. Много добър изолатор. Другото име под което е известен, е вулканит (vulcanite, англ.). Произходът на думата е от на гръцки: ἔβενος (ébēnos) „черно дърво“, през англ. ebony, абанос, дървесина от растения от род Абаносови.